# The Chainsmokers
The Chainsmokers er en amerikansk producer- og dj duo bestående af medlemmerne Drew Taggart og Alex Pall.
Duoen havde et top 20 hit i 2014 i flere lande med sangen "#Selfie", der opnåede en 16. plads på den amerikanske Billboard Hot 100. The Chainsmokers udgav deres debut-EP "Bouquet" i oktober 2015. Duoen udgav efterfølgende singlen "Roses", der opnåede en plads i top 10 på Billboard Hot 100, mens singlen "Don't Let Me Down" var duoens første top 5-single.
I 2016 hittede duoen stort med sangen "Closer", der blev deres første nummer-ét hit på Billboard Hot 100 i USA, Danmark, Storbritannien, Australien og flere lande.
I 2017 vandt The Chainsmokers deres første Grammy Award for "Best Dance Recording" for radiohittet "Don't Let Me Down".

## Diskografi

### Studiealbum
- "Memories...Do Not Open" (2017)

### EP'er
- "Bouquet" (2015)
- "Collage" (2016)

### Singler
| År   | Titel                                       | Højeste placering | Certificering |
| År   | Titel                                       | Danmark           | Certificering |
| ---- | ------------------------------------------- | ----------------- | ------------- |
| 2012 | "Erase" (feat. Priyanka Chopra)             | —                 |               |
| 2013 | "The Rookie"                                | —                 |               |
| 2014 | "#SELFIE"                                   | 9                 | - Platin      |
| 2014 | "Kanye" (feat. SirenXX)                     | —                 |               |
| 2015 | "Let You Go" (feat. Great Good Fine Ok)     | —                 |               |
| 2015 | "Roses" (feat. Rozes)                       | 29                | - Guld        |
| 2016 | "Don't Let Me Down" (feat. Daya)            | 15                | - Platin      |
| 2016 | "Inside Out" (feat. Charlee)                | —                 |               |
| 2016 | "Closer" (feat. Halsey)                     | 1                 | - Platin      |
| 2016 | "All We Know" (feat. Phoebe Ryan)           | 35                |               |
| 2016 | "Setting Fires" (feat. XYLØ)                | —                 |               |
| 2017 | "Paris"                                     | 2                 | - Guld        |
| 2017 | "Something Just Like This" (feat. Coldplay) | 5                 |               |
| 2017 | "The One"                                   |                   |               |